# SN 1998bt
SN 1998bt – supernowa odkryta 10 marca 1998 roku w galaktyce A132541-2646. W momencie odkrycia miała maksymalną jasność 19,70m.